# موری‌یاما، شیگا
موری‌یاما در استان شیگا در کشور ژاپن واقع شده‌است که دارای جمعیت ۷۴٬۲۶۳ نفر و مساحت ۵۴٫۸۱ کیلومتر مربع با تراکم جمعیت ۱٬۳۵۵ نفر در کیلومترمربع است و در تاریخ ۱ ژوئیه ۱۹۷۰ به عنوان شهر شناخته شد.